# Jurinella schwarzi
Jurinella schwarzi är en tvåvingeart som beskrevs av Charles Howard Curran 1947. Jurinella schwarzi ingår i släktet Jurinella och familjen parasitflugor. Inga underarter finns listade i Catalogue of Life.